# Madonna mit Kind (Kloster Marienborn)

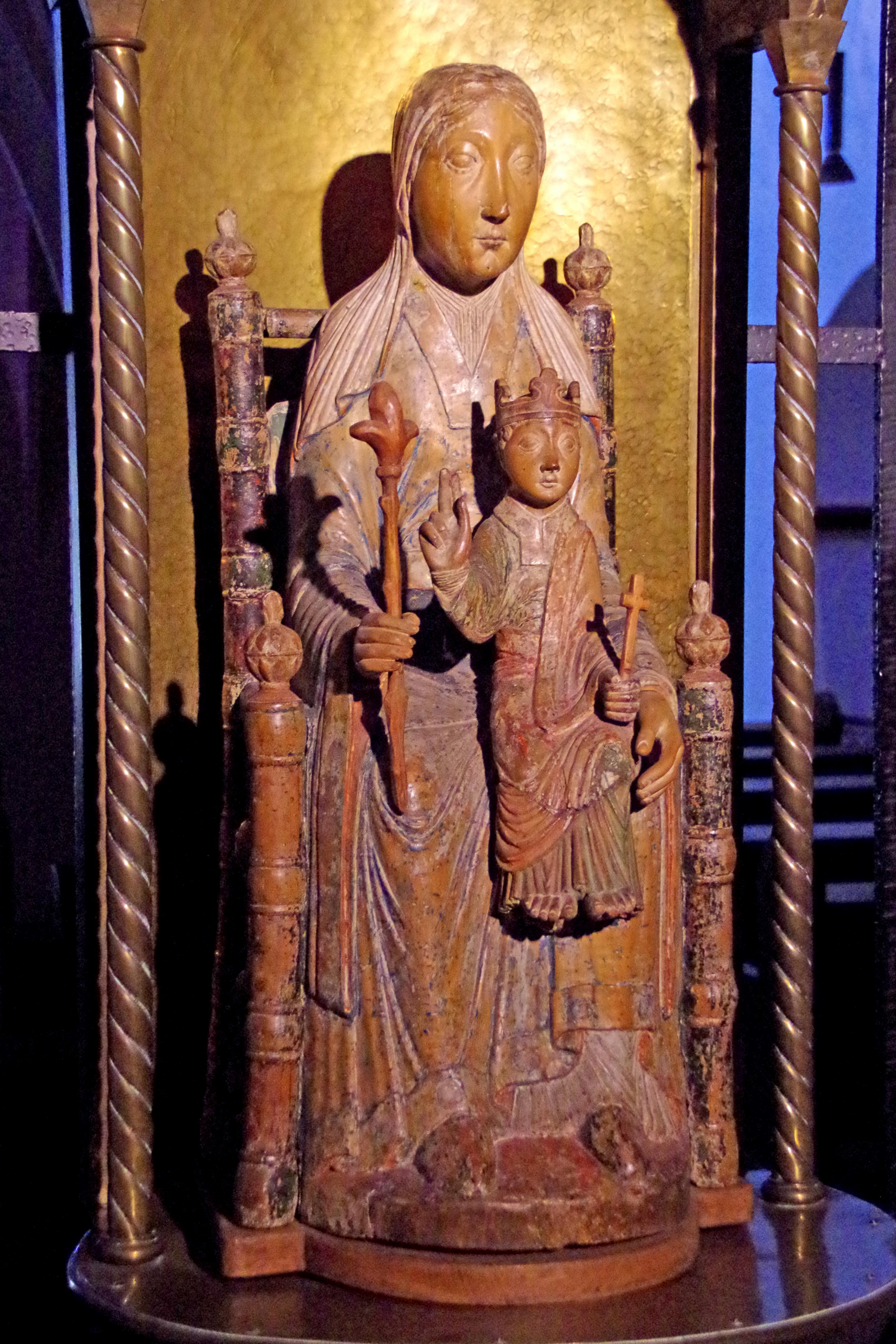
Madonna mit Kind in Hoven

Die Skulptur Madonna mit Kind in der Kirche des ehemaligen Klosters Marienborn in Hoven, einem Stadtteil von Zülpich im Kreis Euskirchen in Nordrhein-Westfalen, wurde im dritten Viertel des 12. Jahrhunderts geschaffen.
Die 67 cm hohe Skulptur aus Holz wurde in späterer Zeit neu polychrom gefasst. Sie stammt ursprünglich aus der Kapelle von Marsdorf.
Auf einem hölzernen Thron mit geraden Seitenwänden und gedrehten Eckpfosten sitzt Maria in steifer Position. Sie hat ihre Füße nebeneinandergestellt und hält mit dem linken Arm das Jesuskind, das auf ihrem linken Knie sitzt. In der rechten Hand hält sie ein Zepter.
Die Madonna trägt ein Untergewand, das nur über dem linken Fuß und am Hals sichtbar ist, und einen weiten Rock mit langen herabfallenden Ärmeln. Er wird von einem breiten Gürtel zusammengehalten. Eng auf ihrem Kopf liegt ein symmetrisch in den Nacken fallender Schleier.
Das Kind, das steif aufrecht sitzt, hält in der linken Hand ein Zepter, die rechte Hand ist zum Segen erhoben. Seine Kleidung besteht aus einem Untergewand und einem über die linke Schulter geworfenen und dann um den Körper geschlungenen Mantel.
Auffallend ist der Gesichtsausdruck der Figuren: Lange dünne Nasen und hoch geschwungene Augenbrauen. Die Augen wirken hervorgequollen.
Im Royal Ontario Museum (ROM) in Toronto befindet sich ein vergleichbares Werk spanischer Herkunft aus dem 11. Jahrhundert. Nicht nur der Thron ist ähnlich, auch Haltung, Gestus, Anordnungen, Material und Größe sind vergleichbar. Die Hand der Madonna im kanadischen Werkes ist leider heute leer. Durch die Haltung kann hier auch von einem, nunmehr abhanden gekommenen Zepter ausgegangen werden.

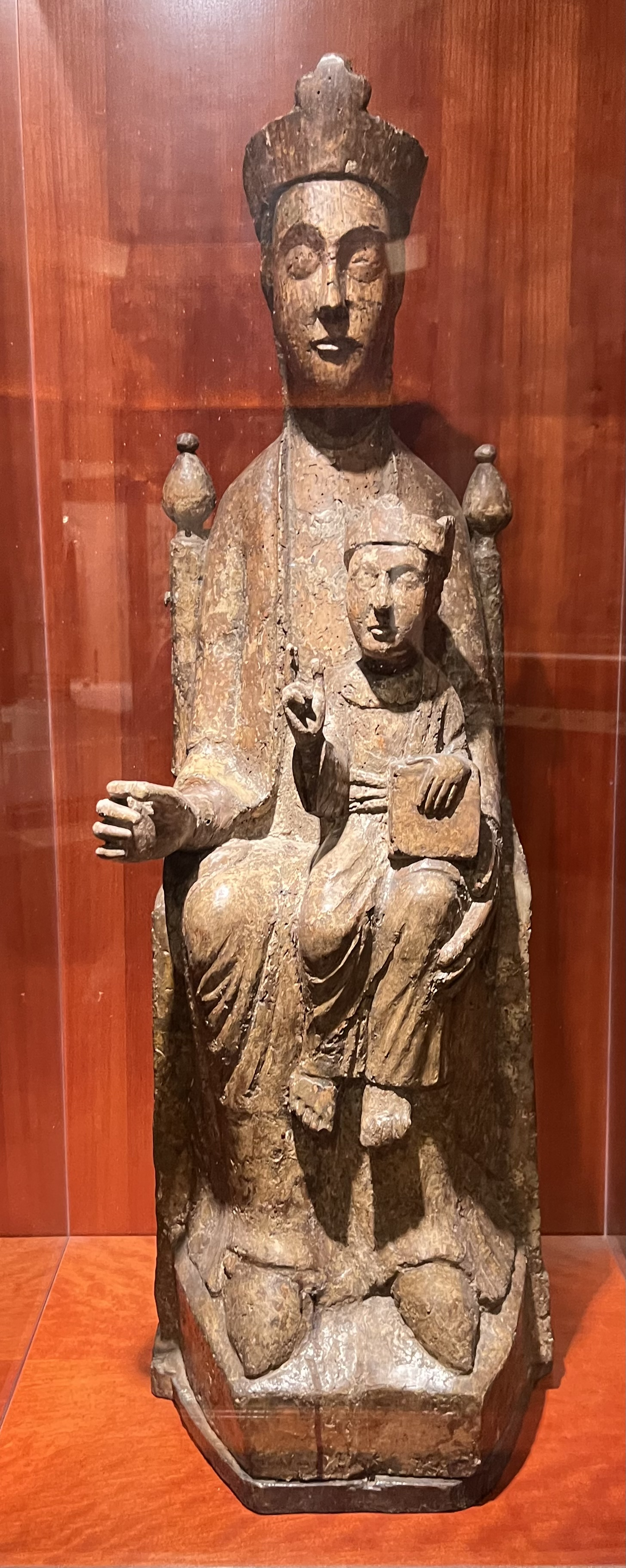
Madonna im ROM